# Stand by Me Doraemon 2
Stand by Me Doraemon 2 (Originaltitel: japanisch STAND BY ME ドラえもん 2) ist ein japanischer 3D-Computeranimationsfilm, der auf der Manga-Serie Doraemon basiert. Es ist eine Fortsetzung des 3D-Computeranimationsfilm Stand by Me Doraemon aus dem Jahr 2014. Netflix erwarb Vertriebsrechte für den Film außerhalb Asiens. Der Film wurde am 24. Dezember 2021 auf Netflix veröffentlicht.

## Handlung
Nobita hat es in seinem letzten Abenteuer geschafft, dass er Shizuka in der Zukunft heiraten wird. Da er aber jetzt seine verstorbene Großmutter vermisst, möchte Nobita sie in der Vergangenheit besuchen. Die Großmutter freut sich über den Besuch. Nobita erzählt ihr, dass er in der Zukunft heiraten wird. Währenddessen bekommt der Nobita aus der Zukunft panikattacken, da er kurz davor steht, Shizuka zu heiraten. Aus Angst flieht er in die Vergangenheit, um Doraemon wiederzusehen, weil er glaubt, das er nicht der richtige Mann für Shizuka ist. Nobita hilft sein zukünftiches ich, indem er ihn dazu bringt, gegen seine Ängste zu stellen.

## Synchronisation
Die deutsche Synchronisation wurde von den TV+Synchron Berlin GmbH in Berlin angefertigt. Synchronregie führte René Dawn-Claude.
| Rolle               | Japanischer Sprecher (Seiyū)                                                          | Deutscher Sprecher                     |
| ------------------- | ------------------------------------------------------------------------------------- | -------------------------------------- |
| Doraemon            | Wasabi Mizuta                                                                         | Diana Borgwardt                        |
| Nobita Nobi         | Megumi Ohara Satoshi Tsumabuki (Erwachsene) Eito Kawahara (Jung) Rakuya Moriya (Baby) | Ilona Otto Konrad Bösherz (Erwachsene) |
| Shizuka Minamoto    | Yumi Kakazu                                                                           | Laura Oettel                           |
| Takeshi „Gian“ Goda | Subaru Kimura                                                                         | René Dawn-Claude                       |
| Suneo Honekawa      | Tomokazu Seki                                                                         | Jan Rohrbach                           |
| Tamako Nobi         | Nobuko Miyamoto                                                                       | Gundi Eberhard                         |
| Nobisuke Nobi       | Yasunori Matsumoto                                                                    | Hans Hohlbein                          |
| Nobitas Oma         | Nobuko Miyamoto                                                                       | Denise Gorzelanny                      |
| Hidetoshi Dekisugi  | Shihoko Hagino                                                                        | Philipp Lind                           |
| Naka Meguro         | Bakarhythm                                                                            | Alexander Doering                      |

## Veröffentlichung
Es sollte ursprünglich am 7. August 2020 in die Kinos kommen. Aufgrund der COVID-19-Pandemie, wurde der Film vorübergehend verschoben. Der Film kam am 20. November 2020 in den japanischen Kinos.